# TAIKAN
TAIKAN（1966年（昭和41年）5月7日～）は、日本の音楽家であり、ギタリスト、印象派を代表するピアニストとして活動している。 音楽活動と同時に建築作家として創作活動を行っている。

## 略歴
2023年からストリーミング配信による世界配信を行い、「INTO THE NIGHT」「LOVE WILL KEEP US」「COLORS」を発表
同時に　　一青窈とのコラボ企画により「ハナミズキ　feat.一青窈」にてアレンジと演奏をシングルアルバム発表
シングルアルバムとして坂本龍一氏をトリビュートした「DEPATURE」発表
2024年　ギタリスト回帰のアルバム「TOO BLUESvol.1」を発売し、国内で 2024年7月18日　APPLE MUSICにて初のアルバム48位チャートインを果たす
「SUMMER SONNY」APPLE MUSIC •インストゥルメンタル トップアルバム • オランダ • 39位 • 2024年9月12日
2025年　「ハナミズキ feat.一青窈」がAPPLE MUSIC J-Pop トップソング • ウガンダ • 21位 • 2025年5月23日
J-Pop トップソング • アゼルバイジャン • 60位 • 2025年5月25日
J-Pop トップソング • ポルトガル • 162位 • 2025年6月8日とランクイン
その後、24色をテーマにしたノンジャンルインストルメンタルアルバム「COLORS」をリリース
現在、ピアノアルバム「LOVE BALLADvol.1」で有名なバラードをカバー曲を制作中

## 人物・活動
ギタリスト、ピアニスト、コンポーザー、 建築作家である。
師 は、 ラリーコリエル、 大村憲司氏
人生最大の影響を受けた人物は、マイルスデイビス、 ジミヘンドリックス、ブルースリー
趣味は 絵画、 料理、 テニス、 自主トレ、 旅行 である。
かなりの食通で好きな料理にとどまらず、デザートやカクテルを手作りし オリジナルカクテルやソフトドリンクなどお店に提供し メニュー提案をする 。
絵画は、京都の光風会所属西洋画家遠藤剛熈にアカデミーにて手ほどきを受ける。 それ以来デッサンや写生を定期的に行い、現在のCDアルバム表紙も自作している。
自身の音楽活動だけでなく、後進の育成にも力を入れており、ワークショップやレッスンを通じて、多くの人々に音楽の楽しさを 　伝えている。本人は、「 五感をテーマに 感性を表現して、人々を癒すことが出来ることこそすべてである。」と語る。
音楽家と同時に建築作家でもありその影響が、音にも反映している。
地域の活性化と環境活動に積極的で カバー音源の売上金一部を湖沼環境保全協力金に充てている。

## メディア出演
2021年「FM沼津　COAST-FM 夕夏音楽アカデミーSUNSET RADIO」で楽曲を取り上げられアーティスト紹介(2021.10.30)(2021.11.06)
2024年「えふえむ草津　モーニングロケッツチューズディ」へのゲスト出演(2024.4.16)(2024.6.18)(2024.11.05)音楽での地域への活性化を現在も呼び掛け続けている。

## 音楽の特徴
印象派の色彩豊かな音楽: デリケートなタッチと豊かな表現力で、まるで絵画を見ているような美しい音楽である。
1/fゆらぎの癒し: オリジナル音楽には、自然界にも見られる1/fゆらぎが豊富に含まれており このゆらぎは、心身をリラックスさせ、ストレスを軽減する効果があるとされている。
多様なレパートリー: カバー曲からオリジナル曲、そして即興演奏まで、幅広いレパートリーである。
オーガニックな音色: ギターも演奏し、その経験を生かし、ピアノの音色に温かみをプラスしている。
風景や想像力から生まれる音楽: 単なる演奏にとどまらず、まるで風景画や物語を聴いているような、豊かな想像力を掻き立てる。
デトックス効果:心身をリフレッシュさせ、デトックス効果をもたらすとされている。
集中したい時: 背景音楽として聴くことで、集中力を高める効果も期待でき 眠れない時: ゆっくりとしたテンポの曲は、安眠を促す 効果がある。
アドリブ重視よりもメロディーとハーモニーを強調している。

## ディスコグラフィー
- シングル
  - ハナミズキ feat. 一青窈 Streaming music on the download (2023.09.09)
- アルバム
  - COLORS Streaming music on the download (2024.04.18)
  - LOVE WILL KEEP US Streaming music on the download (2024.05.15)
  - TOO BLUES vol.1 Streaming music on the download (2024.07.17)
  - SUMMER SONNY Streaming music on the download (2024.07.22)
  - STAY Streaming music on the download (2025.04.22)
- 非売品音源
  - PIANISM no.1～5, JAM ,DUNE, DEPATURE, INTO THE NIGHT, MEMORIES ,TINY BOX